# Kelly McCarty
Kelly Deshawn McCarty (Chicago, 24 agosto 1975) è un ex cestista e allenatore di pallacanestro statunitense naturalizzato russo, professionista nella NBA, in Israele e in Russia.

## Palmarès

### Club

#### Competizioni nazionali
- Coppa di Russia: 1

Chimki: 2007-08

#### Competizioni internazionali
- ULEB Cup - Eurocup: 2

Hapoel Gerusalemme: 2003-04
UNICS Kazan': 2010-11
- FIBA Europe League: 1

Dinamo San Pietroburgo: 2004-05

### Individuale
- MVP finals ULEB Cup: 1

Hapoel Gerusalemme: 2003-04
- MVP finals FIBA Europe League: 1

Dinamo San Pietroburgo: 2004-05
- All-ULEB Eurocup First Team: 1

Chimki: 2008-09
- All-ULEB Eurocup Second Team: 1

UNICS Kazan': 2010-11